# Arcona (Schiff, 1859)
Die Arcona, benannt nach dem nördlichsten Kap der Insel Rügen, war eine Gedeckte Korvette der Preußischen Marine, der Marine des Norddeutschen Bundes sowie später der Kaiserlichen Marine. Sie war das Typschiff der nach ihr benannten Arcona-Klasse und bildete zusammen mit ihrem Schwesterschiff Gazelle das erste Baulos dieser Klasse.
Der Stapellauf erfolgte am 19. Mai 1858 auf der Königlichen Werft in Danzig.

## Technische Angaben
Das bei voller Ausrüstung 2.391 Tonnen große Schiff war 71,95 Meter lang, 13,0 Meter breit und hatte einen Tiefgang von 6,35 Metern. Die Stärke der Besatzung betrug 380 Mann.

### Bauweise
Die Arcona war ein Querspantbau mit Kraweelbeplankung und komplett aus Eichenholz gefertigt. Zum Schutz vor Schiffsbohrwürmern war das Unterwasserschiff mit Kupferplatten beschlagen.

### Antrieb
Als Hauptantrieb der Arcona fungierte eine liegend eingebaute Zwei-Zylinder-Dampfmaschine mit einfacher Dampfdehnung, die von vier kohlebefeuerten Dampfkesseln mit dem notwendigen Betriebsdruck versorgt wurde. Die Dampfmaschine leistete auf einer Antriebswelle 1.365 PSi bei 165/min, was dem Schiff das Erreichen einer Höchstgeschwindigkeit von 12 Knoten ermöglichte.
Um auf langen Reisen Kohle zu sparen, besaß die Arcona eine komplette Vollschifftakelung, die es ermöglichte, das Schiff nur mit Segeln zu manövrieren.

### Reichweite
Mit ihrem Brennstoffvorrat von circa 220 Tonnen Kohle besaß die Arcona bei einer Marschgeschwindigkeit von elf Knoten eine Reichweite von 1.150 Seemeilen.

### Bewaffnung
Ursprünglich war die Arcona mit 28 68-Pfünder-Kanonen ausgerüstet. Im Zuge einer Modernisierung im Jahr 1869 wurden diese demontiert. An ihre Stelle traten 17 Ringkanonen des Kalibers 15,0 cm L/22 und zwei Ringkanonen des Kalibers 12,5 cm L/23. Die neuen Ringkanonen besaßen eine höhere Reichweite und Präzision als die vorherige Bewaffnung.

## Dienstzeit
Während ihrer Dienstzeit absolvierte die Arcona mehrere große Fahrten.

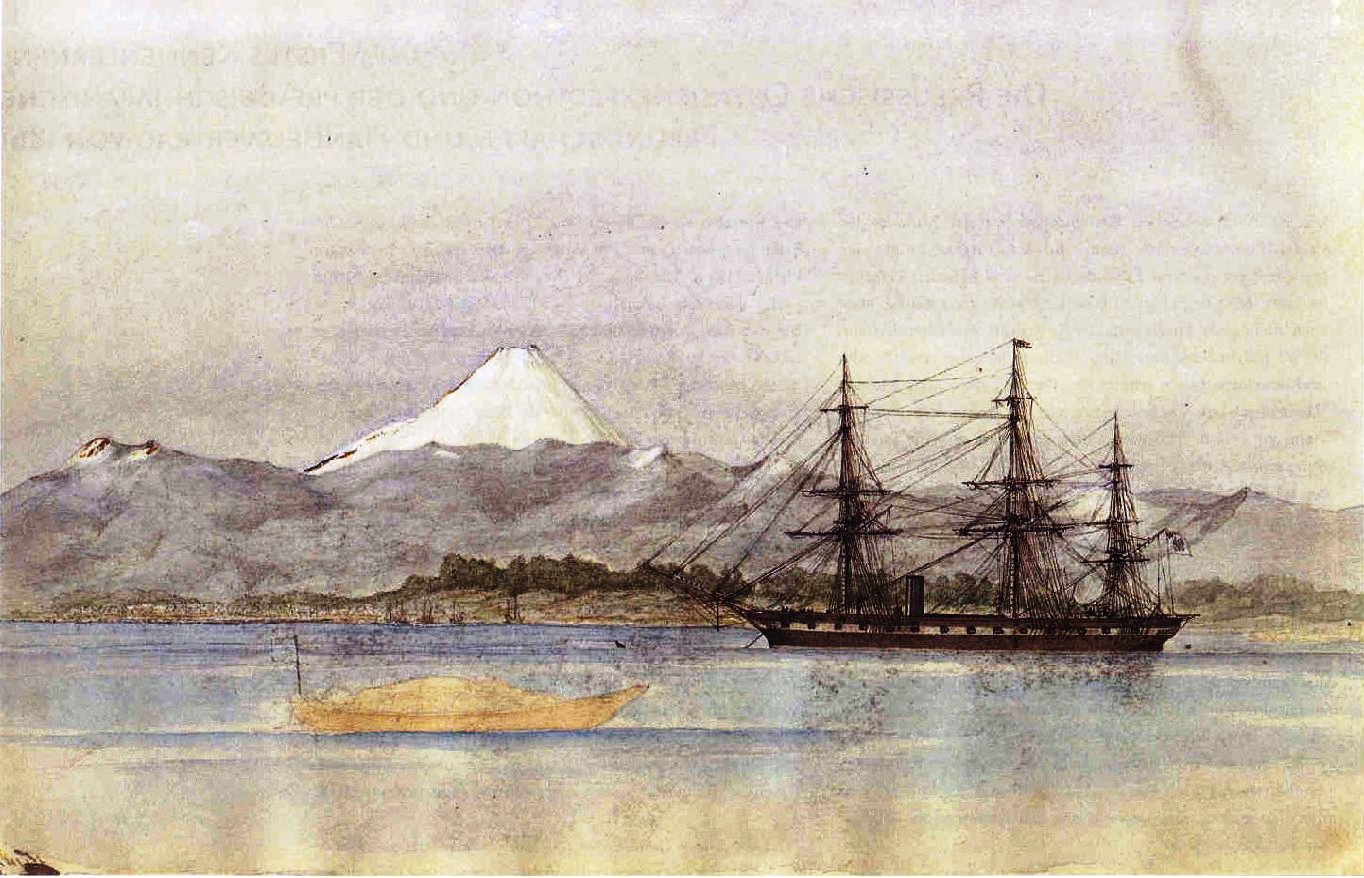
Die Arcona in der Bucht von Yokohama

Nach dem Stapellauf erfolgten einige Probefahrten und am 23. Oktober 1859 wurde die Arcona unter ihrem Kommandanten Kapitän zur See Henrik Ludvig Sundevall in Dienst gestellt. Die Ausrüstung auf der Marinewerft in Danzig verzögerte sich allerdings wegen schlechten Wetters, sodass die Arcona erst am 11. Dezember 1859 Richtung England aufbrechen konnte. Auf dem Weg dorthin geriet das Schiff in einen schweren Sturm, der einen längeren Reparaturaufenthalt in Southampton notwendig machte. Dadurch konnte die Arcona erst am 24. Mai 1860 mit der Frauenlob und der Thetis in Rio de Janeiro zusammentreffen. Das Geschwader verließ Rio dann am 5. Juni. Bis zum 5. Oktober 1862 führte die Arcona als Flaggschiff mit den beiden anderen Schiffen eine beinahe dreijährige Ostasienreise durch, die als „Preußische Ostasienexpedition“ oder nach ihrem Leiter Friedrich zu Eulenburg auch als „Eulenburg-Expedition“ bekannt wurde. Während dieser Reise ging am 2. September 1860 vor Yokohama während eines Taifuns der Kriegsschoner Frauenlob mit allen 47 Mann Besatzung unter. Außer Japan waren China, Siam, Singapur sowie das Mekongdelta Stationen der Reise. 1862 wurde die Arcona durch ihr Schwesterschiff Gazelle als Stationsschiff in Ostasien abgelöst. Am 22. November 1862 wurde das Schiff erstmalig außer Dienst gestellt. Vom 10. Dezember 1863 bis Januar 1864 erfolgte eine Überführung, um in Swinemünde eine Grundüberholung durchzuführen.

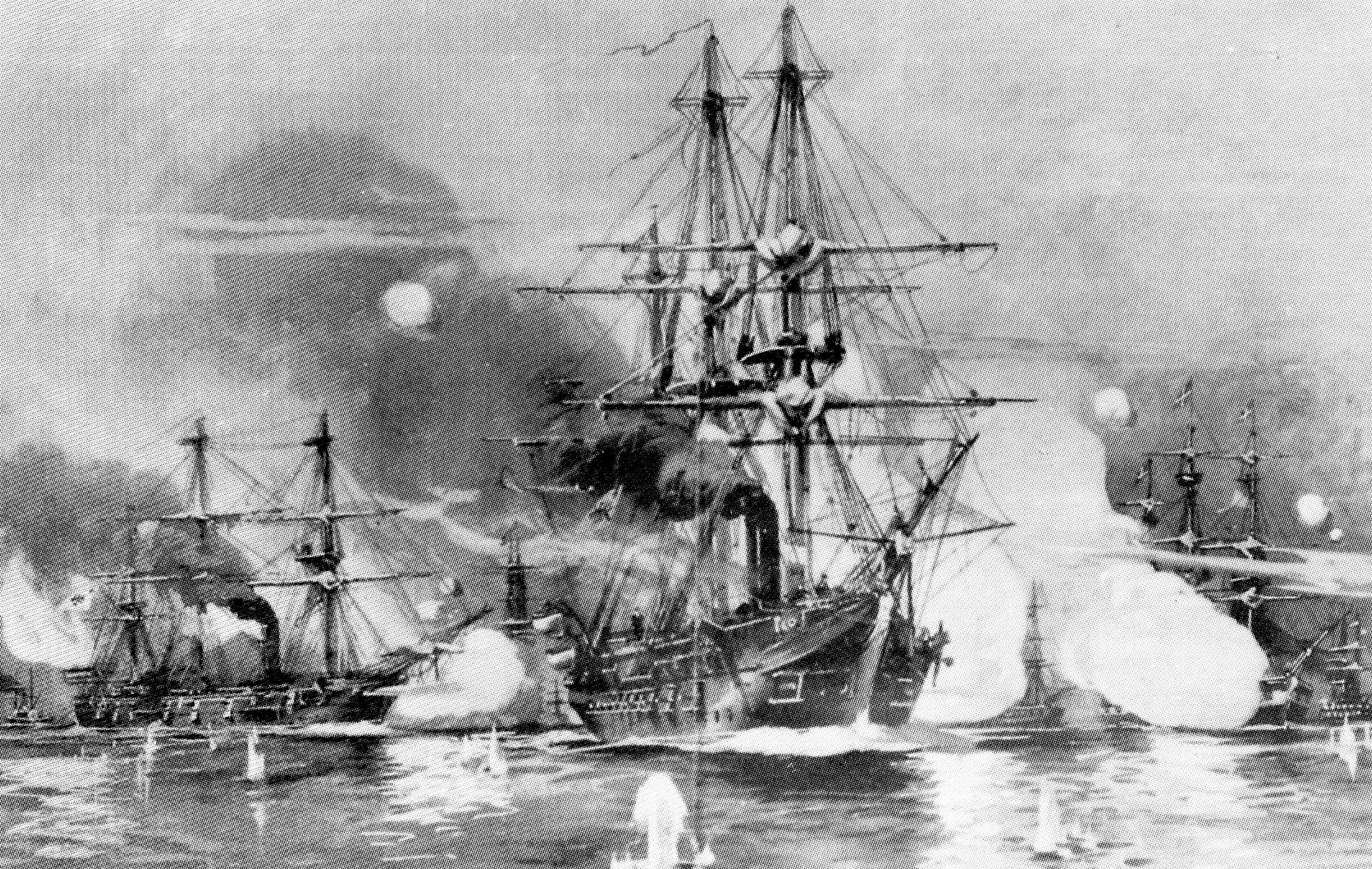
Seegefecht bei Jasmund am 17. März 1864. Im Vordergrund die Korvette Arcona. Gemälde von Willy Stöwer

Ab 18. Februar 1864 war die Arcona wieder im Dienst. Im Jahr 1864 bewährte sich die Schraubenkorvette im Deutsch-Dänischen Krieg. Im Seegefecht bei Jasmund war die Arcona das Flaggschiff von Kapitän zur See Eduard Jachmann, welcher gleichzeitig kurz im Februar/März 1864 Kommandant der Arcona war. Bis Ende Oktober 1866 im Dienst, erfolgte vom 1. April 1867 bis 6. Mai 1867 für eine Reparatur eine Überführung nach Kiel.
Ab Mitte Februar 1869 war das Schiff wieder im Dienst. Ende September 1869 wurde Korvettenkapitän Georg von Schleinitz Kommandant der Arcona. Bei den Feierlichkeiten zur Eröffnung des Sueskanals im Jahr 1869 repräsentierte die Arcona, mit dem preußischen Kronprinzen an Bord, das Königreich Preußen. Danach war sie bis zum Jahr 1870 als Schulschiff in den Seegebieten um Westindien und Nordamerika im Einsatz. Beim Ausbruch des Deutsch-Französischen Kriegs 1870 befand sich die Arcona auf dem Rückweg von New York und machte in Horta auf den Azoren Station. Dort informierte ein preußischer Armeeangehöriger Schleinitz vom Kriegsausbruch. Die Arcona verließ dann zunächst Horta, wurde aber von dem französischen Panzerschiff Montcalm wieder nach Horta zurückverfolgt. Kurze Zeit später traf am 16. November die französische Fregatte Bellone dort ein und da beide Schiffe ungefähr gleich stark waren, wurde ein Gefecht für den 20. November vereinbart. Beide Schiffe gerieten jedoch am 20. November in einen schweren Sturm, der die Bellone zwang, Cádiz als Nothafen anzulaufen. Die Arcona entkam in Richtung Ärmelkanal und kreuzte dort, um französische Handelsschiffe aufzuspüren, war aber nicht erfolgreich. Am 14. Januar 1871 lief sie Lissabon an und wurde dort im Hafen bis zum Waffenstillstand durch die französischen Fregatten Magnanime und Mangellan blockiert. Im Mai 1871 außer Dienst gestellt, erfolgte am 4. Juni 1873 die erneute Reaktivierung, wieder unter dem Kommando von Schleinitz.
Vom 1. Oktober 1873 bis zum 18. Dezember 1875 absolvierte sie eine Weltumschiffung als Seekadettenschulschiff. Diese Reise diente der Vorbereitung der Expedition der Gazelle zur Beobachtung des Venustransites von 1874. Die Arcona hatte dabei im Vorfeld die Aufgabe, einen geeigneten Beobachtungsort des Venusdurchganges zu erkunden (Kerguelen-Inseln). Ende Dezember 1875 wurde sie außer Dienst gestellt und am 15. März 1876 kurz bis Mitte Mai 1876 reaktiviert.
Schließlich war sie vom Jahr 1876 an in Kiel stationiert und diente dort als Schulschiff für Heizer und Maschinisten. Vom 15. März 1877 bis 25. Februar 1884 war sie letztmalig in Dienst gestellt.

## Verbleib
Am 18. März 1884 wurde die Arcona aus der Liste der Kriegsschiffe der Kaiserlichen Marine gestrichen. Danach wurde sie noch einige Zeit als Zielschiff benutzt und noch im gleichen Jahr auf der Kaiserlichen Werft in Kiel abgewrackt.

## Kommandanten
13. April 1859 bis Herbst 1859 (Probefahrten)
Unterschiedliche Offiziere der Oberwerftdirektion Danzig
23. Oktober 1859 bis 22. November 1862
- Kapitän zur See Henrik Ludvig Sundevall

10. Dezember 1863 bis Januar 1864 (Überführungsfahrt)
- Leutnant zur See I. Klasse Reinhold von Werner

18. Februar 1864 bis 30. Oktober 1865
- Kapitän zur See Eduard Jachmann: bis März 1864
- Korvettenkapitän Friedrich Hassenstein

1. April 1867 bis 6. Mai 1867 (Überführungsfahrt)
- Korvettenkapitän Anker Schau

18. Februar 1869 bis 31. Juli 1869
- Kapitän zur See Heinrich Köhler

21. September 1869 bis 6. Mai 1871
- Korvettenkapitän Georg von Schleinitz

4. Juni 1873 bis 16. September 1873
- Korvettenkapitän Georg von Schleinitz

1. Oktober 1873 bis 31. Dezember 1875
- Korvettenkapitän/Kapitän zur See Paul von Reibnitz

15. März 1875 bis 17. Mai 1876
- Korvettenkapitän Günther von Zitzewitz

15. März 1877 bis 25. Februar 1884
- Kapitänleutnant Ernst Ludewig: von März 1877 bis Juni 1877
- Kapitän zur See Paul Reibnitz: von Juni 1877 bis November 1878
- Korvettenkapitän/Kapitän zur See Felix von Fischer-Treuenfeld: von November 1878 bis November 1883
- Korvettenkapitän Willibald Becks: von November 1883 bis Februar 1884